# Kenmare
Kenmare (An Neidín en irlandés) es una pequeña población en el sur del Condado de Kerry en la República de Irlanda. Tenía 2 566 habitantes en 2022, según datos de la CSO. El topónimo Kenmare es la forma anglicanizada de Ceann Mara, "cabeza de mar", que significa "nido pequeño" y que se refiere al punto de tierra adentro más alejado alcanzado por el mar.

## Ubicación
Kenmare se encuentra en el cabo de la bahía de Kenmare, a veces llamado el río Kenmare, donde el río Roughty (An Ruachtach) desemboca en el mar, y en la conjunción entre la península de Iveragh y la península de Beara. El nombre irlandés tradicional de la bahía era Inbhear Scéine, derivado del topónimo celta inver, que está documentado en la narrativa del siglo XI Lebor Gabála Érenn como el punto de llegada del antepasado irlandés mitológico Partholón.  También se encuentra cerca de los Macgillicuddy's Reeks, montaña Mangerton y montes Caha y es un destino de senderismo popular.

## Política
Forma parte de la circunscripción electoral (constituency) de Kerry South ("Kerry Sur"). Mark Daly, elegido miembro del Seanad Éireann en 2007, procede de Kenmare. Ciudades y pueblos cercanos son Tuosist, Ardgroom, Glengarriff, Kilgarvan, Killarney, Templenoe y Sneem.

## Historia

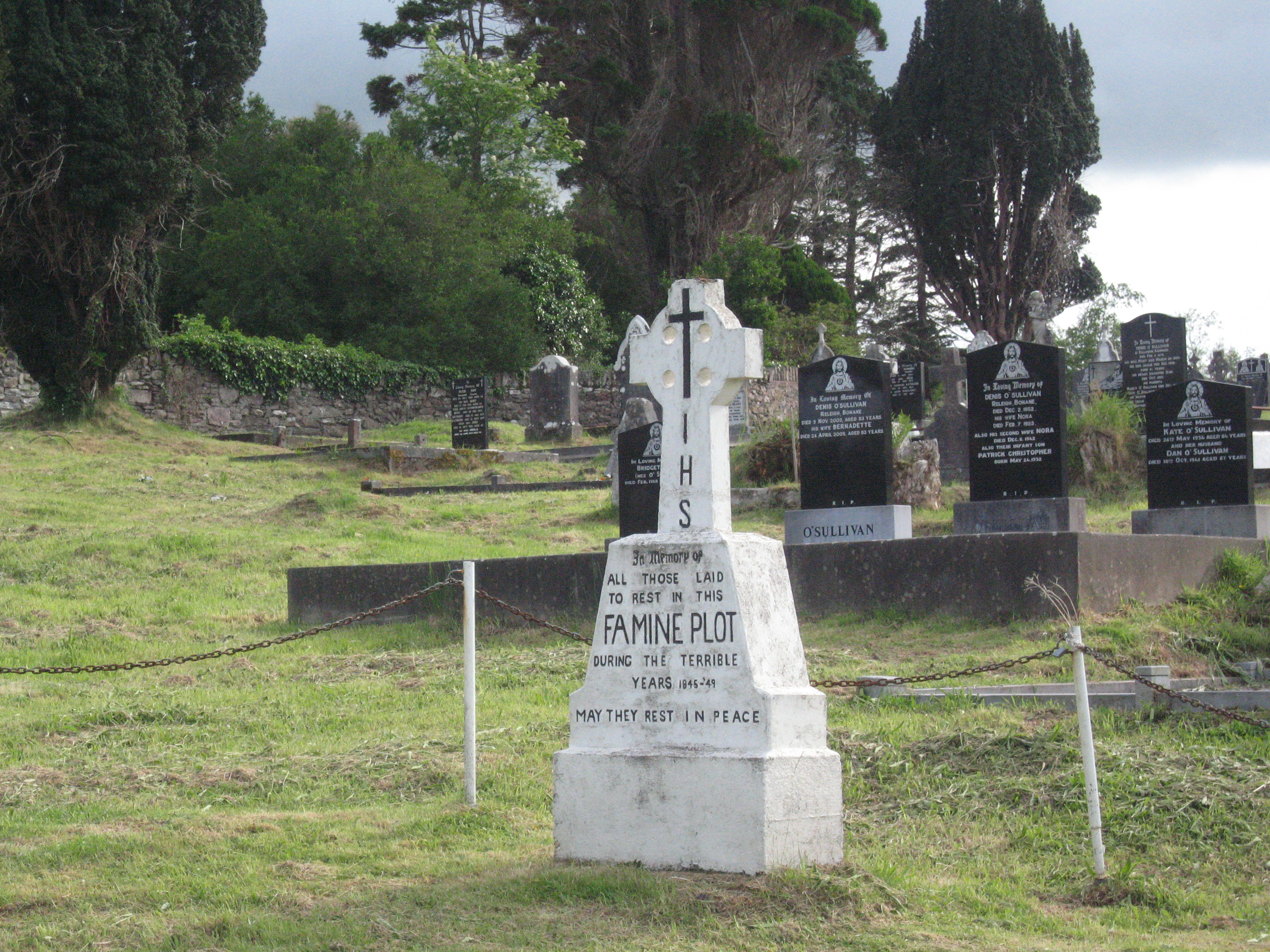
Fosa común de las víctimas del hambre en Kenmare.

Oliver Cromwell entregó toda la zona al científico inglés Sir William Petty como pago por acabar el mapa de Irlanda, el Down Survey de 1656. Él fue quien creó la ciudad moderna alrededor del año 1670. Al igual que William Petty, un geógrafo irlandés predecesor de éste, Sir Valentine Browne, antepasado del conde de Kenmare, había recibido en 1584 algunas tierras en el condado de Kerry durante la plantación posterior, la colonización del Munster.
Las tres calles principales que forman un triángulo en el centro de la ciudad se llaman Main Street (originalmente William Street, por Sir William, primer marqués de Lansdowne), Henry Street (originalmente Sound Road), por el hijo de William el primer marqués y Shelbourne Street (Henry Petty se convirtió en el primer conde de Shelburne). Este nombre también se aplicó posteriormente a Shelbourne Road en Dublín.
Sin embargo, la región tiene raíces más antiguas. Uno de los crómlech más grandes en el suroeste de Irlanda está cerca de la ciudad, y muestra que la ocupación de la zona se remonta a la Edad del Bronce (2.200-500 a. C.), cuando fue construido. El círculo tiene 15 piedras alrededor de la circunferencia con un dolmen canto rodado en el centro.
Se dice que los vikingos saquearon la zona alrededor de la ciudad, que en aquella época se llamaba Ceann Mhara, que significa "cabeza del mar" en irlandés.
El convento de la ciudad, de la orden de las clarisas, fue fundado en 1861 cuando cinco monjas, entre las cuales se encontraba la hermana Mary Frances Cusack, quien era también escritora y editora de muchos libros, se trasladaron a Kenmare desde su convento en Newry, en el condado de Down. Bajo la guía de la madre abadesa O'Hagan, en 1864 se estableció una industria de bordado y Kenmare Lace pasó a ser conocida mundialmente.
En 1841 se inauguró un puente en suspensión, que se dice que es el primero de Irlanda, cruza el río Kenmare, y se empleó por la comunidad hasta que en el año 1932 fue reemplazado por un nuevo puente de hormigón.
La ciudad destaca por haber ganado la Competición de ciudades ordenadas irlandesas en 2000 y por quedar en segundo lugar en 2003 y 2008. La iglesia católica de la ciudad contiene vidrieras de Franz Mayer & Co. y una hermosa reja de piedra de Bath tallada a mano, así como altares laterales.
La biblioteca de la ciudad es una de las bibliotecas Carnegie fundadas por Andrew Carnegie. Se abrió en 1918, y su arquitecto fue R.M. Butler.
El templo de la iglesia de Irlanda, dedicado a San Patricio, conmemoró su 150.º aniversario en 2008.

## Turismo
Kenmare queda entre dos de las más famosas atracciones turísticas irlandesas, el Anillo de Kerry y el Anillo de Beara, a aproximadamente 32 kilómetros desde Killarney. Como resultado de ello, es un destino turístico muy popular y muchos de sus negocios en la zona surten a los turistas. 
Desde finales de los años noventa, se ha desarrollado la construcción en la zona, la tierra se ha vendido a precios altos a promotores inmobiliarios que deseaban construir urbanizaciones de segundas viviendas. Esto ha llevado a un incremento significativo de la población de la ciudad, especialmente en el momento álgido de la temporada turística, y ha provocado temores entre algunos residentes de que la ciudad se desarrollara en exceso y perdiera su identidad.

## Personas
En Kenmare vivió el compositor inglés Ernest John Moeran durante una serie de años hasta su muerte y un bar local tiene su nombre.
El jugador de fútbol gaélico Mickey 'Ned' O'Sullivan es de esta ciudad, mientras que otro futbolista, Pat Spillane, procede de la cercana Templenoe. El jugador de Kerry GAA Paul O'Connor es de Kenmare. En Kenmare vive también el esquiador de eslalon olímpico Thos Foley.
Igualmente, son de Kenmare el diplomático Con Cremin y el magnate de la construcción neoyorquino Patrick Harrington.
Anna McPartlin creció en Kenmare, y en 2007 escribió la novela Apart from the Crowd, ambientada en esta localidad.

## Días de feria
Debido a su ubicación en el centro de una amplia zona agrícola, Kenmare funcionó como ciudad mercado local. Hasta el establecimiento de un auction mart a principios de los años noventa, los días de feria mensuales eran una época en la que los granjeros mostraban sus animales en las calles para venderlos a los tratandes de foráneos. La única feria que sigue celebrándose es la del 15 de agosto, que coincide con la fiesta católica de la Asunción de la Virgen. El día atrae a amplias masas de visitantes y locales y es el día más ajetreado del año en Kenmare.

## Transporte
- Hay servicio de autobús diario a Killarney. También hacia y desde Cork en el verano por la N71 a través de Bantry y Clonakilty. La N71 también conecta Kenmare a Killarney en una parte montañosa y pintoresca de la ruta el Anillo de Kerry a través de Molls Gap y Ladies View. Alternativamente puede alcanzarse Killarney a través de una ruta más larga pero más cómoda, atravesando Kilgarvan. Kenmare también queda en la carretera nacional secundaria N70 ruta al sur de la ciudad de Cork a Glengarriff.
- La estación de ferrocarril de Kenmare se abrió el 4 de septiembre de 1893 y cerró finalmente el 1 de febrero de 1960.[10]

## Servicios
La ciudad tiene una escuela de primaria y secundaria, un hospital comunitario, e iglesias, tanto católica como de la Iglesia de Irlanda.

## Deportes
El club GAA, Kenmare Shamrocks, participa en las competiciones de Kerry GAA. George Mayberry, natural de Kenmare, participó en las Olimpiadas de 1908.
El club de baloncesto Kenmare Kestrels se fundó en 2006 y compite en la liga de baloncesto de la zona de Kerry.

## Apariciones en la cultura popular
Kenmare es la sede de un equipo de Quidditch profesional que actúa dentro de la obra de ficción de Harry Potter. Los Kenmare Kestrels son uno de los únicos trece equipos de Quidditch que juegan en la Liga profesional de Quidditch de Gran Bretaña e Irlanda, que fue creada en 1674. Los jugadores lucen ropa verde esmeralda con escudos de dos "Kas" amarillas cruzando el pecho. Son muy conocidos por las muestras briosas de sus mascotas duende.
Kenmare fue también mencionada en el episodio de Star Trek Enterprise titulado "Breaking the Ice" ("Rompiendo el hielo"), en el que la tripulación contesta preguntas de niños en una escuela de ficción ubicada en la ciudad.[cita requerida]